# Amedeo M. Turello
Amedeo M. Turello (né Amedeo Maria Turello le 13 janvier 1964 à Coni en Italie) est un photographe italien. Il est également actif dans les domaines du design graphique, de l'identité visuelle et de l'architecture d'intérieur,.

## Biographie
Issu d'une famille spécialisée dans la fabrication de mobilier classique, il est la troisième génération à travailler dans l'entreprise familiale.
Après des études artistiques, il obtient une maîtrise en architecture à l'École polytechnique de Turin (Politecnico di Torino). En 1990, il s'installe à Monte-Carlo et fonde International Promotion, une société spécialisée dans la communication visuelle.
En 1996, il devient éditeur et directeur artistique du magazine Society, puis lance son propre titre, Style Monte-Carlo. Ce dernier est vendu en 2009 à un groupe sud-coréen.

## Activité photographique
Il débute la photographie en 1999. En 2002, il réalise avec le styliste Aldo Coppola le livre The Regal Barock pour L'Oréal.
En 2009, il photographie le calendrier « DIVA » de la marque Lambertz, mettant en scène Sara Nuru.
Sa première exposition, 10 years celebrating women, a lieu en 2009 au Palazzo Pichi Sforza à Sansepolcro. En 2010, il réalise le portrait officiel de fiançailles du Prince Albert II de Monaco et de Charlene Wittstock.

## Projets curatoriaux et expositions
De 2008 à 2014, il est commissaire du St Moritz Art Masters en Suisse. En 2015, il devient commissaire pour les expositions liées au Calendrier Pirelli.
Son projet Mirrors of the Magic Muse, lancé en 2010, comprend plusieurs expositions axées sur la représentation féminine.
Il participe également à l’exposition « Nice 2013 – Un été pour Matisse » au Théâtre de la Photographie et de l’Image de Nice.
Son travail a été exposé à la Villa Empain de Bruxelles, à la galerie de la Nira Alpina à St Moritz et dans le cadre de l’exposition 10x10 organisée par Leica pour son centenaire.

## Distinctions
- Ordre du Mérite culturel – Principauté de Monaco[12].